# Långåsetjärnen
Långåsetjärnen är en sjö i Marks kommun i Västergötland och ingår i Kungsbackaåns huvudavrinningsområde.